# Octavian Bot
Octavian Bot (n. 1 ianuarie 1951, Păulești, județul Bihor – d. 18 iulie 2015) a fost un deputat român de Bihor între 1992 și 2000 și între 2008 și 2012, și de București din 2012. Orientarea sa politică a fost liberală, iar din 2015 a făcut parte din Partidul Alianța Liberalilor și Democraților. 
În 1990 Bot a fost primar al municipiului Oradea.
S-a născut la 1 ianuarie 1951, în Păulești, județul Bihor. A absolvit, în 1975, Institutul Politehnic din Timișoara, Facultatea de Electrotehnică — inginer electromecanic.
A fost inginer la IIS Zahărul Oradea (1975-1978), apoi, profesor în cadrul liceelor Sinteza, Emanuil Gojdu (1978-1989) și director al RVA Oradea (2000-2008).
A fost membru al PAC (1990-1993), vicepreședinte al PL (1993-1995), membru al PNL (1995-1997), vicepreședinte al PNL-CD (1997-1998), vicepreședinte UFD (1998-2002), vicepreședinte AP (2002-2004), membru PD-L din 2008, din nou membru PNL și, în ultimul an, membru PLR.
A fost deputat în legislaturile 1992-1996, vicepreședintele Comisiei pentru administrație publică, amenajarea teritoriului și echilibru ecologic; 1996-2000, membru al Comisiei pentru politică externă; 2008-2012 și 2012 — 2015.
În 2012 a fost ales deputat în circumscripția electorală nr. 42 București, colegiul uninominal nr. 8 din partea Partidului Național Liberal (PNL) — până în septembrie 2014, independent — de la această dată.